# Apometzgeria frontipilis
Apometzgeria frontipilis là một loài Rêu trong họ Metzgeriaceae. Loài này được (Lindb.) Kuwah. & J.J. Engel mô tả khoa học đầu tiên năm 1973.